# Гіксоси
Гіксоси — група кочових племен з Малої Азії, які завоювали Нижній Єгипет в середині XVIII століття до н. е за часів XIII–XVII династій. Згодом, близько 1650 року до н. е. вони, подібно до єгипетських фараонів утворили тут свою династію правителів — XV династію єгипетських фараонів. Час правління гіксосів в історії Стародавнього Єгипту заведено називати Другим перехідним періодом. Вигнані з Нижнього Єгипту фараоном Яхмосом I близько 1550 року до н. е. Деякі дослідники вважають, що саме ці історичні події описані в Біблії (книга Вихід), правда, в дещо інакшій інтерпретації.

## Назва
| S38 | N29 | N25 · X1 · Z1 |

| S38 | N29 | N25 · X1 · Z1 |

Об'єднання гіксосів утворилося на території Сирії. Вони перейняли передові військові технології від індоєвропейських народів і здійснили експансію в бік Єгипту. Основу гіксосів становили амореї, до яких також приєдналися хурити і хети. За іншою версією цей союз складався з амалекітян, шасу і хуритів.
Свою назву ці племена отримали від єгипетського словосполучення 𓋾𓈎𓈉 (ḥḳꜣ-ḫꜣswt або ḥḳꜣw-ḫꜣswt, «Хек-Хасут»), що означало «правитель чужоземних країн». Сучасна грецька назва, «гіксоси» (дав.-гр. ὑκσώς або дав.-гр. ὑξώς, трансліт. Іксос), скоріше за все є спотворенням (дав.-гр. Ὑκουσσώς, трансліт. Ікуссос, латиніз. Hykoussôs). Манефон перекладає слово гіксоси в одному місці, як царі-пастухи, а в іншому — полонені пастухи, позаяк гортанне г в єгипетському слові «Хек» — здобич, полонений.
|  | <Був у нас> цар Джехутімос. За часів його правління бог, невідомо чому, загнівався і неочікувано, зі східних країн напали на Єгипет люди низького походження, нахабні у своїй дикості і без бою легко заволоділи ним. І покорили царів наших, і без жалю спалили міста, а храми богів наших зруйнували. А з жителями були жорстокі – одних вбивали, а дітей і жінок інших забирали в рабство. Зрештою, і одного зі своїх вождів вони проголосили фараоном – ім’я його Саліті. Він оселився в Мемфісі, Верхню і Нижню землі обклав даниною і розмістив свої озброєні загони у найзручніших місцях. Особливо він потурбувався про безпеку східних земель, передбачаючи можливість вторгнення ассирійців в його володіння. Він знайшов в сефроїтському номі на схід від ріки Бубастіс досить зручно розташоване місто, яке за давнім релігійним пророцтвом називалось Аваріс, і відбудував його, укріпив неприступною стіною і розмістив у ньому численний загін, що складався з двохсот сорока тисяч воїнів. Він вирушив туди влітку, щоб доставляти продовольство і гроші для війська і привчати війська до постійного стеження за кордоном, перед небезпекою нападів сусідів. Він помер на дев’ятнадцятому році свого царювання. Після нього інший цар – Бнон, царював сорок чотири роки, за ним ще один – Апахнас – тридцять шість років і сім місяців. Потім Апопе – шістдесят один рік, Йанна – п’ятдесят років і один місяць, і ще Оссія – сорок дев’ять років і два місяці. Ці шестеро були їх першими царями, вони постійно воювали і хотіли повністю знищити єгиптян. Усе їх плем’я називалось гіксос, тобто царі-пастухи, тому, що гік єгипетською мовою означає цар, а сос – пастух, або пастухи по-народному. Якщо ж скласти їх докупи, отримаємо гіксос. Дехто говорить, що вони були за походженням араби. |

## Історичні події

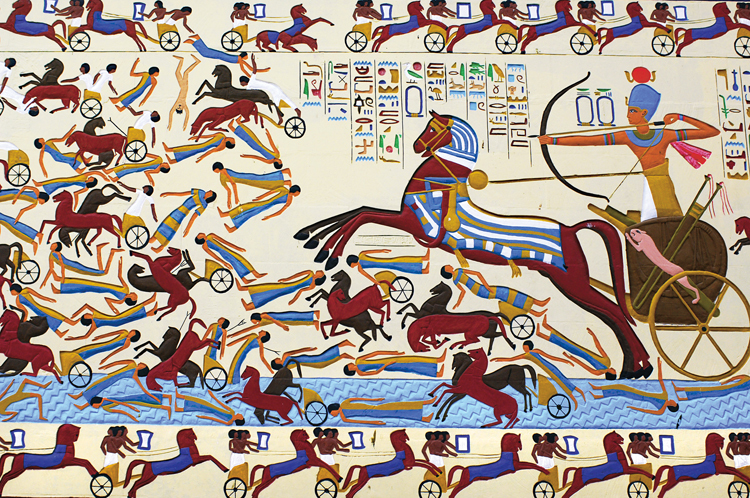
Фреска, яка зображує перемогу Яхмоса I над гіксосами в битві під Аварісом

Заперечуючи свідчення Манефона про несподіване вторгнення гіксосів в Єгипет, Дональд Редфорд припускає, що у XVIII—XVII століттях до н. е., коли Єгиптом правили слабкі XIII і XIV династії, різні семітські племена поступово переходили через Суецький перешийок і розселялись в дельті Нілу. Можливо, що в цей час Єгипет знаходився в стані громадянської війни, яку вели між собою окремі номархи, чи придворні партії. В такому випадку, гіксоси могли бути запрошені в дельту як найманці, для ведення війни з Фівами. З часом кількість гіксосів в Нижньому Єгипті збільшилась настільки, що вони становили більшість місцевого населення. Їх вожді відкрито захопили владу в місті Аваріс, де стали правити їх царські династії (на кшталт єгипетських), за Манефоном XV і можливо XVI династія. Найбільшої могутності гіксоси досягли за часів правління царів Апопе і Йанна, війська яких змогли просунутися далеко на південь уздовж Нілу, сягнувши і зруйнувавши місто Кус (табличка Карнарвона І). Однак загарбати весь Верхній Єгипет гіксосам так і не вдалося. У Фівах в цей час правила XVII династія, фараони якої розпочали національно-визвольну боротьбу проти чужоземних загарбників. За легендою, боротьбу за визволення Єгипту розпочав фараон Таа II Секененра, який, судячи з його мумії, ймовірно загинув у битві. Його син і наступник, Камос — останній фараон XVII династії воював більш успішно. Його війська вирушили на північ, перехопили гіксоських гінців до володаря країни Куш, і з боями дійшли майже під самі стіни Аваріса, проте захопити добре укріплене місто не змогли (стела фараона Камоса).

## Наслідки гіксоського панування
Після гіксоського періоду в Єгипті з'явилась нова зброя і військове оснащення. Лук став складнішим і загнутим назад, з'явились нові різновиди мечів і кинджалів, новий тип щита, кольчуга і металевий шолом. Найважливішим нововведенням була двоколісна бойова колісниця, у яку запрягали двох коней. Її використання суттєво змінило тактику ведення військових дій. У релігійній сфері також були зміни: виник культ західно семітських божеств — Баала, Анат і Астарти. З Баалом ототожнювався єгипетський Сет. У єгипетській мові з'явилось багато запозичених слів семітського походження.